# Franziska Weber
Franziska Weber (n. 24 mai 1989, Potsdam, RDG) este o caiacistă germană, medaliată olimpică. A participat la 2 ediții ale Jocurilor Olimpice (2012, 2016) în care a câștigat o medalie de aur și o medalie de argint.